# Pierre-Alexandre Monsigny

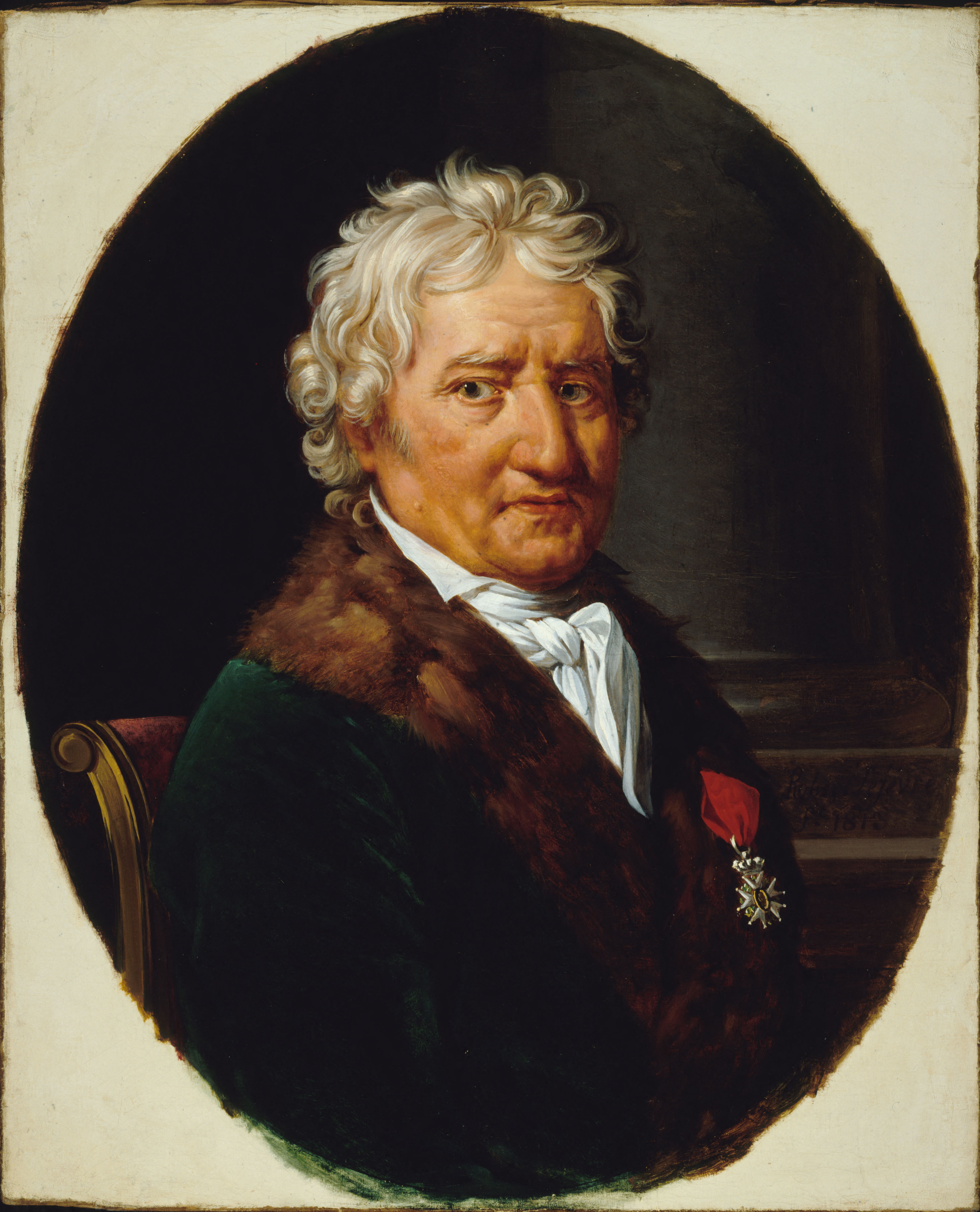
Pierre-Alexandre Monsigny

Pierre-Alexandre Monsigny (* 17. Oktober 1729 in Fauquembergues in der Nähe von Saint-Omer; † 14. Januar 1817 in Paris) war ein französischer Komponist, dessen Hauptbedeutung auf dem Gebiet der Opéra-comique liegt.

## Leben
Monsigny war adeliger Abstammung und erhielt seine Ausbildung am Jesuitenkolleg von Saint-Omer, zusätzlichen Musikunterricht hatte er beim Carilloneur der Benediktinerabtei Saint-Bertin. 1749 erhielt er auf Empfehlung eine Anstellung in der Verwaltung des Generaleinnehmers des französischen Klerus in Paris. Da sein Vater früh gestorben war, musste er zum Lebensunterhalt seiner Familie beitragen. Monsigny nahm ab 1752 Kompositionsunterricht bei Pietro Gianotti und einem Kontrabassisten der Oper, danach schrieb mehrere erfolgreiche Opéras-comiques. So konnte er 1768 die Stelle des Haushofmeisters beim Herzog von Orléans erwerben und komponierte weitere Opern. Er gilt neben Grétry und François-André Danican Philidor als einer der Wegbereiter dieses damals neuen Genres.
Nach 1777 hat Monsigny keine Opern mehr komponiert. Er heiratete 1784 Amélie de Villemagne und erhielt den einträglichen Posten des Generalinspektors des Kanalwesens. Die französische Revolution brachte ihn 1794 um Amt und Vermögen. Erst ab 1798 zahlte ihm die Opéra-Comique eine jährliche Pension von 2400 Livres.
Am 21. Mai 1800 folgte er Niccolò Piccini als  Unterrichtsinspektor am Pariser Konservatorium, neben François-Joseph Gossec, Étienne-Nicolas Méhul, Jean-François Lesueur, Luigi Cherubini und Jean-Paul-Égide Martini. Bei der Umstrukturierung des Konservatoriums wurde er 1802 wieder entlassen. 1804 wurde er Ritter der Ehrenlegion und folgte 1813 Grétry in die Académie des beaux-arts. 1816 erhielt, wurde er in den Michaelsorden aufgenommen. Sein Gesundheitszustand verschlechterte sich zusehend, die beiden letzten Lebensjahre war Monsigny erblindet.

## Werke
- Les Aveux indiscrets (1759)
- Le Maître en droit (1760)
- On ne s'avise jamais de tout (1761)
- Le Cadi dupé (1761)
- Le Roi et le fermier (1762)
- Le Nouveau monde (1763)
- Rose et Colas (1764)
- Aline, reine de Golconde (1766)
- Philémon et Baucis (1767)
- L'Île sonnante (1768)
- Le Déserteur (1769)
- Le Faucon (1772)
- La Belle Arsène (1773)
- Félix ou l'Enfant trouvé (1777)